# Gérard Leblanc
Pour les articles homonymes, voir Leblanc.
Gérard Leblanc, né le 17 octobre 1942, est un théoricien du cinéma, universitaire, écrivain et réalisateur français.

## Biographie
Professeur émérite des universités, il a enseigné à l'université Paris 8, à l'ENS Louis-Lumière, à l'université Paris III, il a fondé l'association Médias Création Recherche en 2004. Il a également été à l'origine des revues Médecine/Cinéma et Cinéthique à la fin des années 1960.

## Publications
- Quand l'entreprise fait son cinéma. La médiathèque de Rhône-Poulenc (1972-1981), Presses Universitaires de Vincennes, 1983
- Le monde en suspens, Hitzeroth, 1987
- Le double scénario chez Fritz Lang, avec Brigitte Devismes, Armand Colin, 1991
- Georges Franju, une esthétique de la déstabilisation, Éditions Créaphis, 1992
- Les genres télévisuels dans l'enseignement (dir. Geneviève Jacquinot), Hachette, 1996
- Scénarios du réel (2 volumes), L'Harmattan, 1997
- L'entreVues, avec Jean-Daniel Pollet, éditions de l'œil, 1998
- Mai 68 ou le cinéma en suspens, avec David Faroult, Syllepse, 1998
- Cinéma et dernières technologies (dir. avec Franck Beau et Philippe Dubois), INA, De Boeck, 1998
- Trajectoires, avec Brigitte Devismes, éditions de l'œil, 2001
- Les Années pop. Cinéma et politique : 1956-1970, avec Jean-Louis Comolli et Jean Narboni, BPI-Centre Pompidou, 2001
- Pour vous, le cinéma est un spectacle, pour moi, il est presque une conception du monde, Éditions Créaphis, 2007
- Numérique et transesthétique (dir. avec Sylvie Thouard), Presses Universitaires du Septentrion, 2012
- Les parents sont toujours des enfants avec Catherine Guéneau (pseudo Catherine et Gérard Soler), La boite à Pandore, 2019
- Bouche vivante, L'harmattan Coll. poètes des cinq continents, 2022
- En finir avec l'argent, Ka éditions, 2022
- Amour 1+1=3  avec Catherine Guéneau (pseudo Catherine et Gérard Leblanc Soler), Cap Béar, 2022.
- Seuls au monde avec Catherine Guéneau (pseudo Catherine et Gérard Leblanc Soler), Cap Béar, 2023
- Le film en devenir, Créaphis, 2023

## Filmographie
- En amour, 2001
- Premiers mois, 2005
- Gestes d'art, 2006-2008
- Tout un fromage de Langres, 2007
- L'écorce des pierres, 2008
- Du côté de Monsaugeon, 2009
- Un autre horizon, 2010
- L'autonomie paysanne, 2013
- Langres, Diderot et nous, 2014
- Entredeux, 2015
- L'horizon des possibles, 2017
- Série Blés anciens et paysans (16 épisodes) co-production Graines de Noé 2019
- Les locavores, 2021
- L'argent n'a plus cours, 2023
- Renaitre Vilenoy, 2023

Ces films ont été réalisés avec Catherine Guéneau.
Acteur
- 1971 : La Fin des Pyrénées de Jean-Pierre Lajournade